# Xavier Neto
Guilherme Xavier de Oliveira Neto, mais conhecido como Xavier Neto, (Amarante, 20 de novembro de 1947 – Eliseu Martins, 6 de março de 2012) foi um farmacêutico, advogado e político brasileiro, deputado estadual pelo Piauí por seis vezes, exercendo também um mandato como suplente.

## Dados biográficos
Filho de José Cavalcante de Oliveira e Josefa Barbosa de Oliveira é formado em Farmácia na Universidade Federal do Maranhão e em Direito pelo Centro de Ensino Unificado de Teresina. Diretor do Serviço de Fiscalização Profissional da Secretaria de Saúde e chefe do Serviço Farmacêutico do Instituto de Assistência e Previdência do Estado do Piauí (IAPEP), presidiu ainda o Conselho Regional de Farmácia.
Como oficial da reserva do Exército Brasileiro, foi convocado em 1972 para combater a Guerrilha do Araguaia, mesmo ano em que seu irmão, Edvar Cavalcante de Oliveira, foi eleito vereador em Regeneração pela ARENA, na qual Xavier Neto ingressaria posteriormente. Eleito deputado estadual pelo PDS em 1982, migrou para o PFL reelegendo-se em 1986. No ano de 1988 sua família colheu uma nova vitória com a eleição de seu irmão, Edmilson Cavalcante, à prefeitura de Regeneração, contudo houve uma cisão no clã quando Xavier Neto migrou para o PL e aceitou o cargo de secretário de Segurança a convite do governador Alberto Silva, até então seu adversário político, mas as divergências não impediram a sua reeleição em 1990.
Na condição de presidente estadual do PL compôs-se com diferentes forças políticas e em 1992 seu irmão Antônio José Cavalcante foi eleito vereador em Teresina na coligação que levou Wall Ferraz de volta à prefeitura. Reeleito deputado estadual em 1994, perdeu a eleição para prefeito da capital piauiense em 1996 todavia seu filho, Fábio Xavier, foi eleito vice-prefeito de Regeneração no mesmo ano. Eleito primeiro suplente de deputado estadual em 1998 exerceu o mandato com a nomeação de parlamentares para o secretariado do governador Mão Santa. Aliado politicamente a Wellington Dias, conquistou novos mandatos de deputado estadual em 2002 e 2006, migrando a seguir para o PR. Em 2004 seu irmão, Edmilson Cavalcante, elegeu-se à prefeitura de Regeneração pela segunda vez.
Neto de Guilherme Xavier de Oliveira, eleito vereador em Regeneração pelo PSD em 1948, e pai de Fábio Xavier, eleito deputado estadual em 2014, 2018 e 2022.

## Morte
Em 2 de junho de 2010, Xavier Neto foi eleito conselheiro do Tribunal de Contas do Piauí, renunciando à sua cadeira parlamentar. Contudo, pouco exerceu seu novo cargo, pois morreu devido a um acidente aéreo no povoado Espingarda, em Eliseu Martins (500 km de Teresina). A aeronave pertencia a Edson Ferreira, Wilson Brandão e ao próprio Xavier Neto. Neste monomotor estavam o piloto Edvaldo Buíque, o conselheiro Xavier Neto e o auditor Jaime Amorim, que cumpririam uma atividade oficial pelo Tribunal de Contas do Piauí em Parnaguá.